# Microleptes minor
Microleptes minor là một loài tò vò trong họ Ichneumonidae.